# Eschara (Altar)

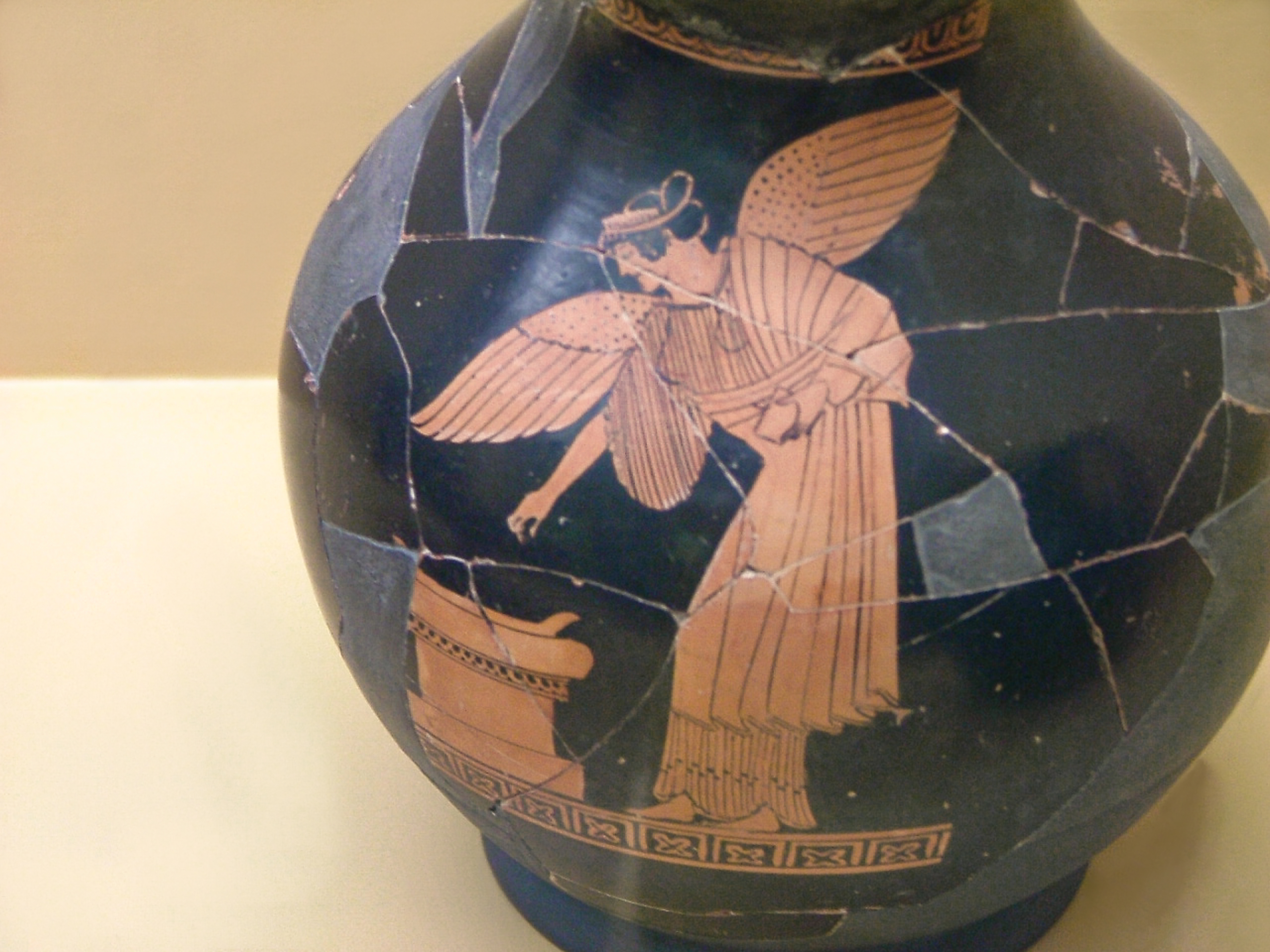
Eschara als oberster Teil des Altars, in der das Feuer aufbewahrt wurde. 490–480 v. Chr.

Eschara (altgriechisch ἐσχάρα ‚Herd, Feuerstelle‘, Plural Escharai) ist in der griechischen Religion die Bezeichnung für einen Altar. In der archaischen und klassischen Zeit bedeutete Eschara einen ganzen Altar oder den aufgesetzten Feuerschutz auf einer steinernen Basis, dem Bomos. In späterer Zeit wurde Eschara zu einem ebenerdigen Opferaltar und war mit spezifischen Opferritualen und Empfängergruppen verbunden. Escharai in der Bedeutung des Altars sind ab dem 5. Jahrhundert v. Chr. überliefert.

## Andere Bezeichnungen
Escharōn bedeutet laut LSJ „der Standort eines Herds“ und man kann sich ein Escharon als Gebäude oder Raum mit einer Eschara vorstellen.

## Definition

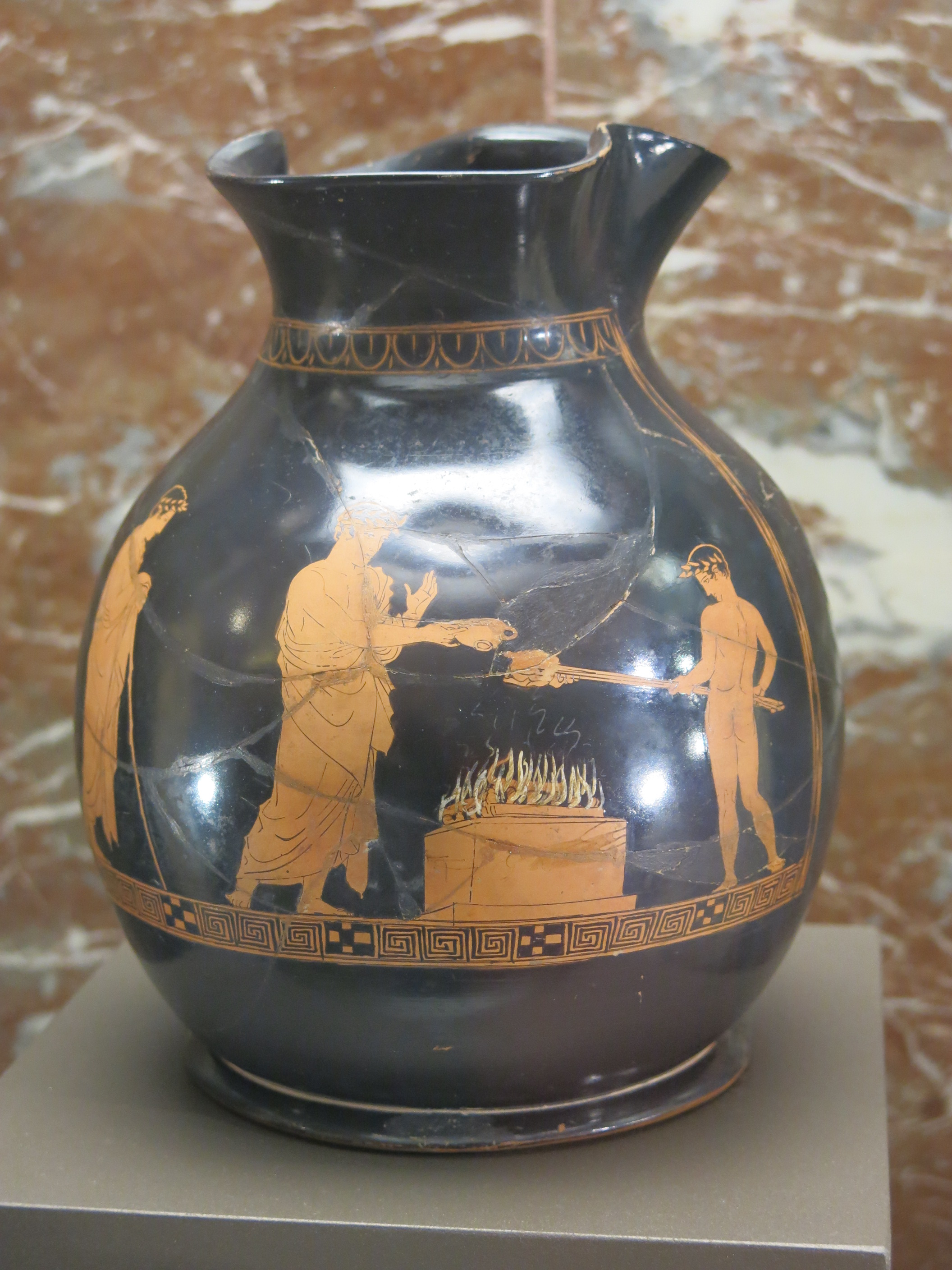
Bomos mit aufgelegter Eschara, um 430–425 v. Chr. Louvre G 402

Im Umfeld des griechischen Opfers waren Escharai im 5. Jahrhundert v. Chr. häufig gleichbedeutend mit dem Begriff des Bomos. In vielen Fällen war es aber nur der obere Teil eines Altars. Da die Trägerin des Feuers der wichtigste Teil eines Altars war, könnte Eschara  auch als Pars pro toto für den ganzen Altar gestanden haben. Den sprachlichen Hinweis auf einen Teil des Altars liefert der Begriff bomou eschara, der den oberen Teil des Altars bezeichnete, in dem das Feuer aufbewahrt wurde. Der Bomos hätte dabei die Basis gebildet. Da eine Eschara der Hitze des Feuers ausgesetzt war, bestand sie aus hitzeresistenten Materialien wie Serpentinit, Gneis, Terrakotta oder Bronze und schützte den steinernen Bomos vor dem Feuer.
Als eigenständige Altäre bestanden Escharai aus der Asche von vorgängigen Opfern oder aus Steinen und waren möglicherweise weniger gut ausgearbeitet als Bomoi. In den erklärenden Quellen späteren Datums wurde eine Eschara als tief, ebenerdig und eigenständiger Altar verstanden.
Die Empfänger von Opfern an einer Eschara waren laut den literarischen Quellen breit gestreut. Sowohl die Olympischen Götter als auch Daimones sind im Zusammenhang mit dem Altar aufgeführt. Erst ab dem 3. Jahrhundert v. Chr. gab es Erwähnungen von Heroen und anderen Göttergruppen wie zum Beispiel den Chthonischen Göttern.
Es sind keine besonderen Rituale bei der Benutzung von Escharai während der archaischen und klassischen Zeit bekannt. Offenbar wurden sie bei Thysiai benutzt. Erst die erklärenden Texte ab dem 1. Jahrhundert n. Chr. wiesen Eschara den Enagismata und Bomos den Thysiai zu.

## Quellenlage

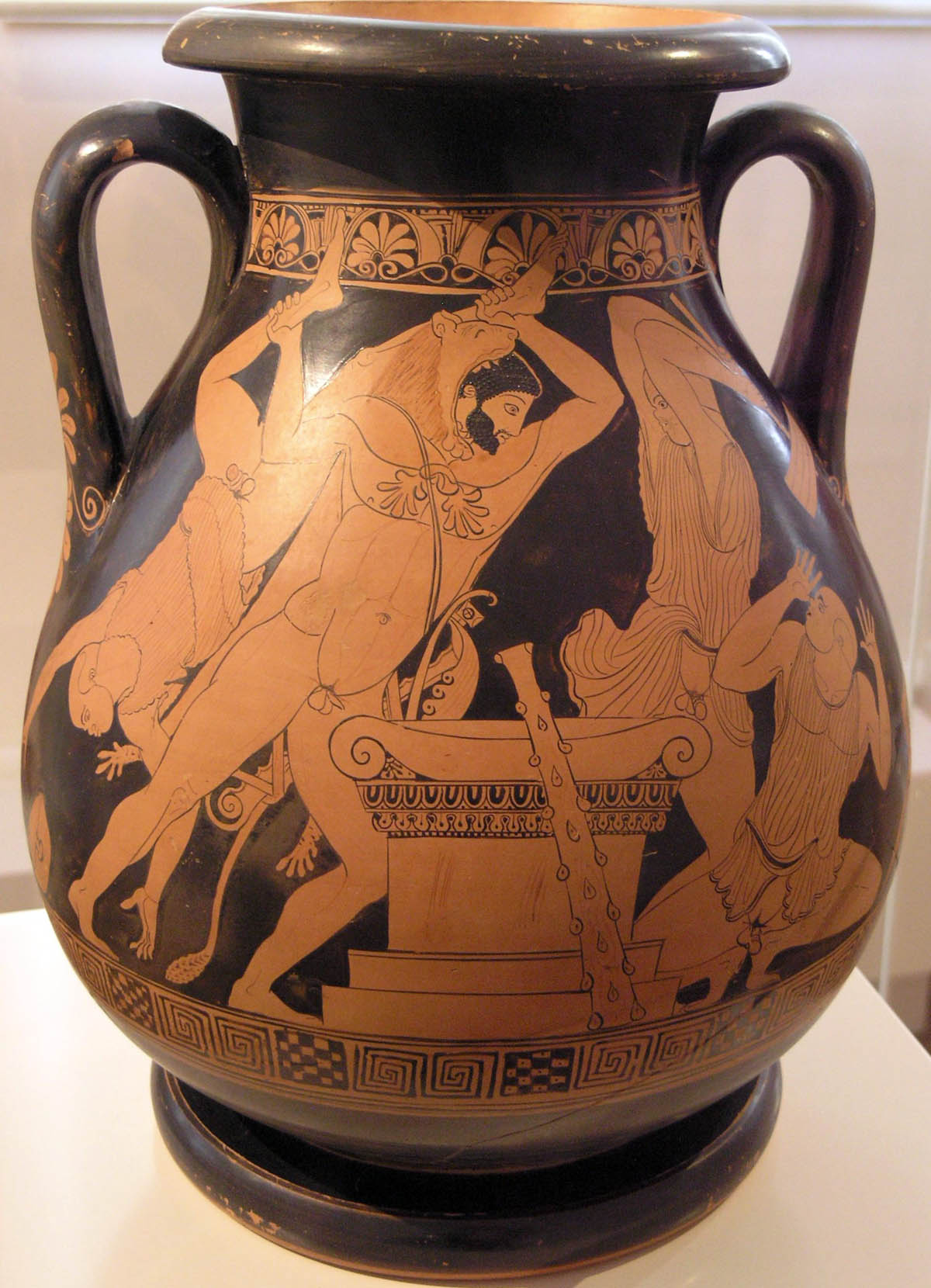
Eschara, die die Vertiefung zwischen den Voluten ausfüllt, um 470 v. Chr., NAMA 9683

## Abgrenzung
siehe Bomos